# Solaropsis
Solaropsis é um gênero de gastrópodes terrestres e silvícolas da família Solaropsidae, na subclasse Heterobranchia e ordem Stylommatophora (antes entre os Camaenidae ou Pleurodontidae), nativos da América tropical (região neotropical). Foi classificado por H. Beck no ano de 1837; na obra Index molluscorum praesentis aevi musei principis augustissimi Christiani Frederici. Sua espécie-tipo é Solaropsis undata (Lightfoot, 1786), também denominado S. pellisserpentis (Gmelin, 1791 / Chemnitz, 1795), um táxon não mais válido, ou S. cicatricata Beck, 1837, agora outra espécie; o que demonstra a grande dificuldade taxonômica em classificá-los e sua história sistemática é complexa, pois sua filogenética ainda não está bem estabelecida; com muitas descrições feitas apenas por características de suas conchas, contendo diversos outros taxa mencionados. Rodolpho von Ihering já dizia, no ano de 1900, "são animais um pouco raros, por serem encontrados nos grandes matos. Pouco é o que se sabe de sua vida e nada consta sobre a sua propagação".

## Descrição, denominações e hábitos
Suas conchas são frágeis, com espiral baixa e circulares, quando vistas por cima ou por baixo, neste último caso demonstrando um umbílico profundo em seu centro e uma abertura com o lábio externo levemente expandido e de coloração branca. Podem ter a lateral de sua concha arredondada ou angulosa. Também são caracterizadas por apresentar desenhos em faixas sinuosas de tonalidade marrom-avermelhada, linhas e pontuações em sua base. Tal padronagem de faixas, quando vista por cima, fez os cientistas que os estudam imaginarem um possível mimetismo com uma serpente enrolada, dando-lhes denominações de espécies como pellisserpentis (pele de serpente), serpens (de serpente) e vipera (proveniente de víbora). Outras tiveram suas denominações retiradas de personagens da malacologia, como Henry Augustus Pilsbry, ou até mesmo do ambientalismo, como a espécie boliviana Solaropsis chicomendesi Cuezzo & Fernandez, 2001, denominada em homenagem a Chico Mendes. Suas dimensões geralmente não passam de 5 centímetros.

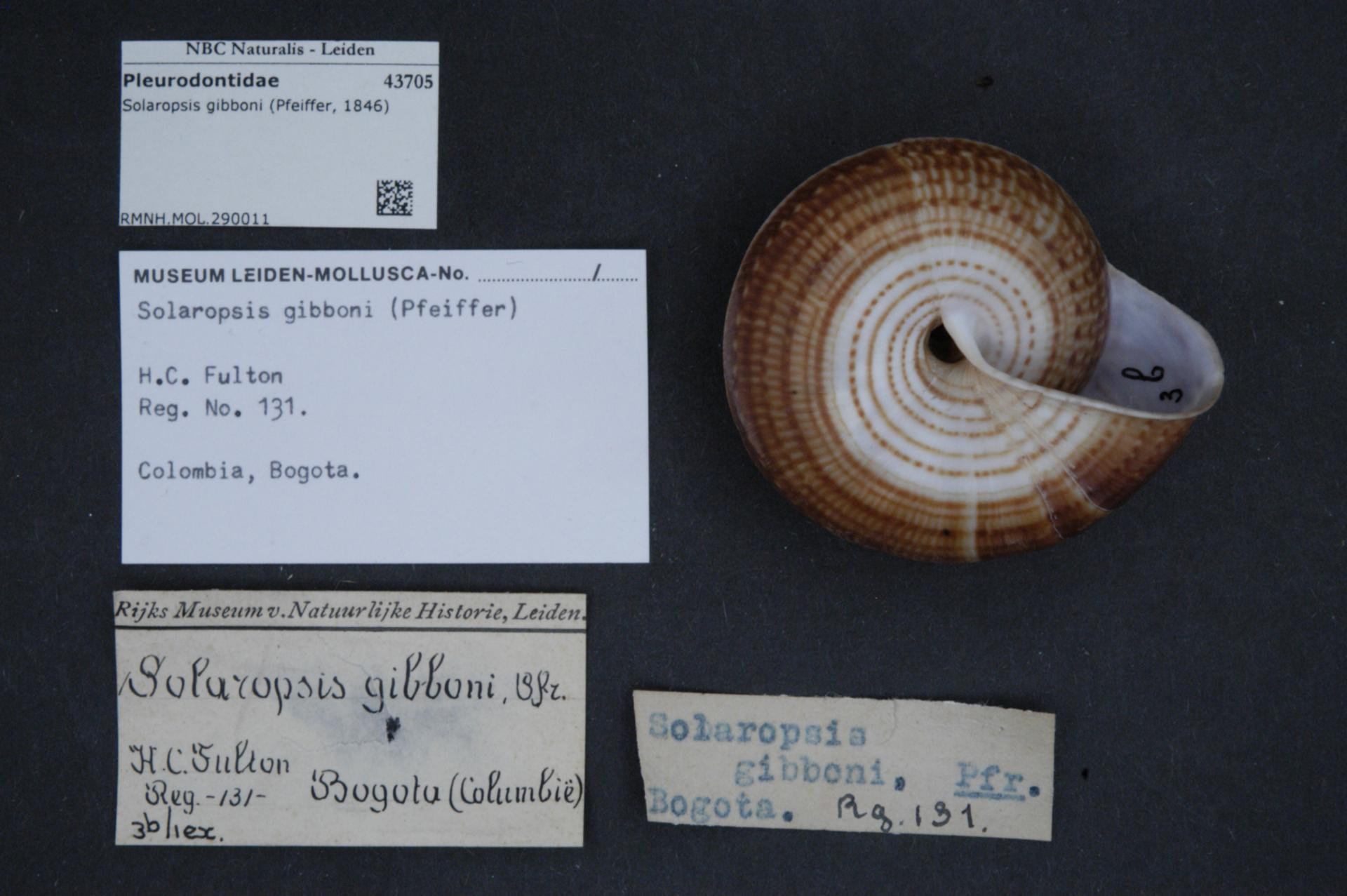
Concha de S. gibboni (Chemnitz, 1795), da Colômbia e Equador,[3] mostrando seu umbílico.
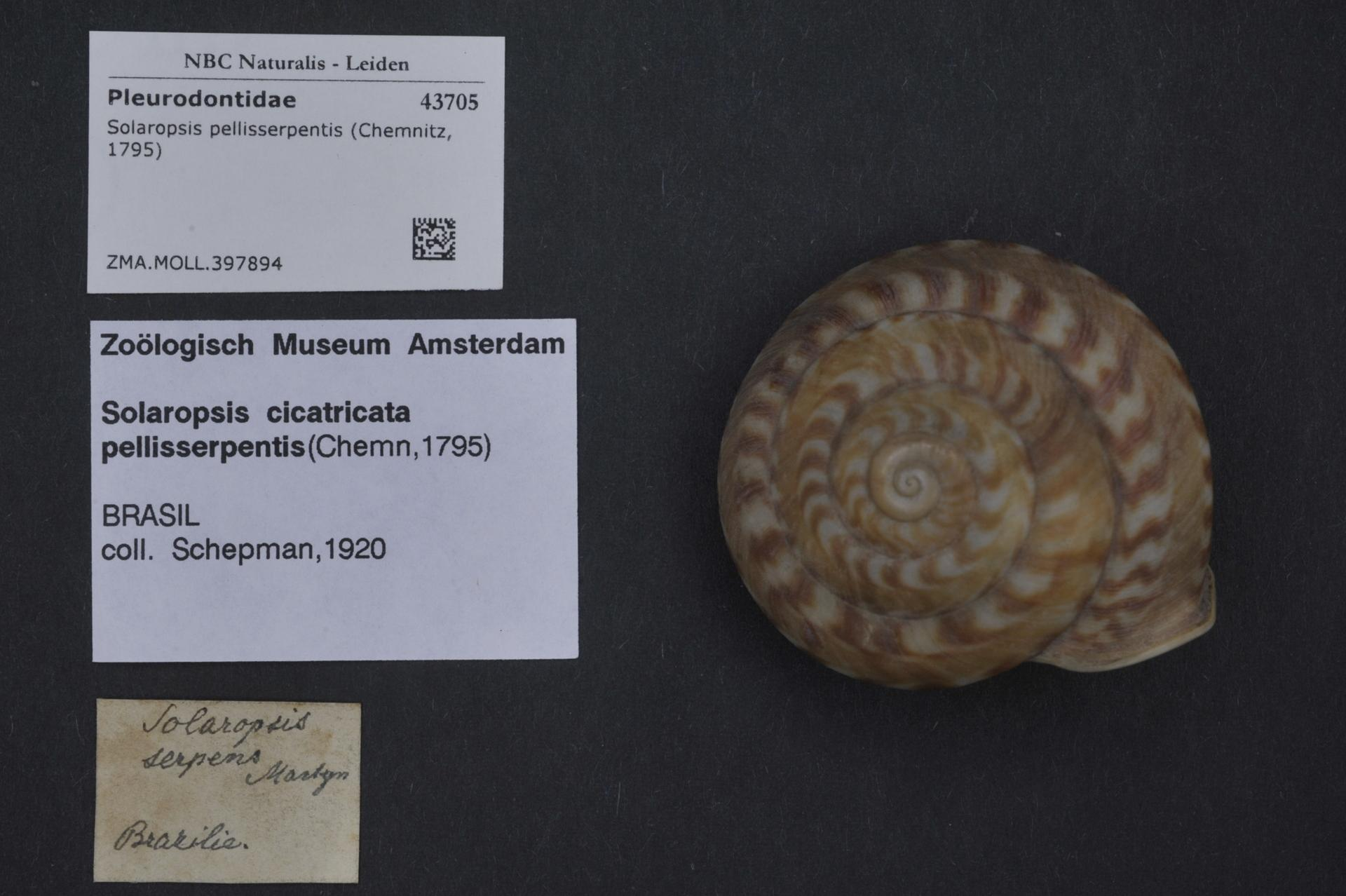
Concha de Solaropsis, aqui denominada Solaropsis cicatricata pellisserpentis.
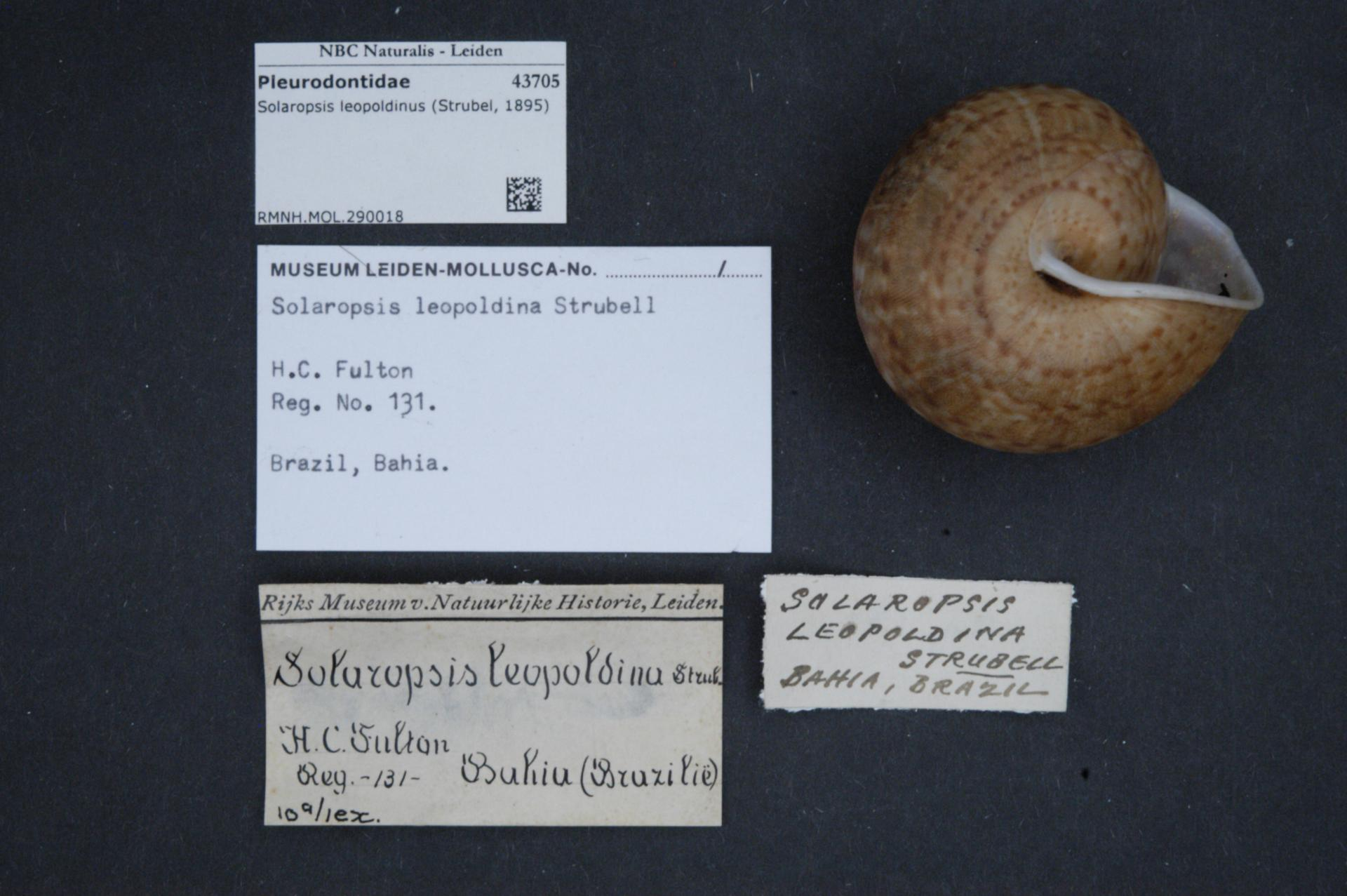
Concha de S. leopoldina (Strubel, 1895), vista por baixo.

O animal de Solaropsis é mais raro de ser avistado do que suas conchas, pois pode apresentar hábitos arborícolas. Ele possui o corpo e antenas alongados e uma faixa mais escura em cada lado da superfície dorsal, como em Solaropsis solenostoma (Pfeiffer, 1852), ou ter corpo cinzento e antenas mais claras, como Solaropsis brasiliana (Deshayes, 1832), nas espécies onde o animal foi avistado. No ano de 2010, a um exemplar capturado de Solaropsis fairchildi foram oferecidos alimentos de origem vegetal e animal, preferindo este o consumo de carne, o que denuncia o seu possível hábito predador em seu habitat.

## Distribuição
O gênero ocorre da Costa Rica para o nordeste da Argentina e do oeste da Colômbia, também na Bolívia e Equador, até as Guianas, sendo mais abundante no leste da América do Sul. No território do Brasil, as espécies foram encontradas nos estados do Amazonas, Rondônia, Mato Grosso, Amapá, Pará, Piauí, Maranhão, Pernambuco, Paraíba, Bahia, Goiás, Minas Gerais, Espírito Santo, Rio de Janeiro e São Paulo. Espécimes foram fotografados em altitude de 1.500 metros, no Equador.

## Espécies e sinonímia
A seguir uma possível lista de taxa  (denominações) para espécies brasileiras e estrangeiras de Solaropsis, segundo o MolluscaBase; incluindo sua sinonímia e erros de nomenclatura:
- Solaropsis alcobacensis Salvador & Simone, 2015
- Solaropsis amazonica (Reeve, 1854) - Solaropsis amazonicus (sic)[2]
- Solaropsis andicola (L. Pfeiffer, 1846)
- Solaropsis anguicula (Hupé, 1853)
- Solaropsis angulifera F. Haas, 1955
- Solaropsis anomala Pilsbry, 1957
- Solaropsis bachi Ihering, 1900
- Solaropsis boetzkesi (K. Miller, 1878)
- Solaropsis brasiliana (Deshayes, 1832) - Solaropsis braziliana (sic)[2]
- Solaropsis caperata F. S. Silva, Mendes-Júnior & Simone, 2022
- Solaropsis castelnaudii (Deville & Hupé, 1850)
- Solaropsis catenifera (L. Pfeiffer, 1854)
- Solaropsis cearana (F. Baker, 1914)
- Solaropsis chicomendesi Cuezzo & I. Fernández, 2001[14]
- Solaropsis cicatricata (Beck, 1837)
- Solaropsis cousini Jousseaume, 1887
- Solaropsis derbyi (Ihering, 1900)
- Solaropsis diplogonia (Dohrn, 1882)
- Solaropsis elaps Dohrn, 1882
- Solaropsis fairchildi Bequaert & Clench, 1938
- Solaropsis feisthamelii (Hupé, 1853)
- Solaropsis gibboni (L. Pfeiffer, 1846)
- Solaropsis heliaca (d'Orbigny, 1835) - sinônimoː Solaropsis paravicinii Ancey, 1897 / Solaropsis heliacus (sic)[2]
- Solaropsis incarum (Philippi, 1869)
- Solaropsis inornata Haas, 1951
- Solaropsis johnsoni Pilsbry, 1933
- Solaropsis juruana (Ihering, 1905)
- Solaropsis leopoldina (Strubell, 1895) - Solaropsis leopoldinus (sic)[2]
- Solaropsis marmatensis (L. Pfeiffer, 1855) - sinônimoː Solaropsis catenulata (Ancey, 1890)
- Solaropsis monile (Broderip, 1832)
- Solaropsis monolacca (L. Pfeiffer, 1857)
- Solaropsis napensis (Crosse, 1871)
- Solaropsis nimbus (Simone, 2010)
- Solaropsis nubeculata (Deshayes, 1831) - sinônimoː Solaropsis kuehni (L. Pfeiffer, 1872)
- Solaropsis palizae Weyrauch, 1956
- Solaropsis pascalia (Cailliaud, 1857)
- Solaropsis pellisboae (Hupé, 1853)
- Solaropsis penthesileae Salvador, 2021
- Solaropsis pilsbryi Ihering, 1900
- Solaropsis pizarro (Pilsbry, 1944)
- Solaropsis planior (Pilsbry, 1889)
- Solaropsis praestans (L. Pfeiffer, 1854)
- Solaropsis punctata (Wagner, 1827)
- Solaropsis quadrivittata (Hidalgo, 1869)
- Solaropsis rosarium (L. Pfeiffer, 1850)
- Solaropsis rugifera Dohrn, 1882
- Solaropsis selenostoma (L. Pfeiffer, 1854)
- Solaropsis serpens (Spix, 1827)
- Solaropsis tiloriensis (Angas, 1879)
- Solaropsis trigonostoma F. Haas, 1934 - Solaropsis trigonostomus (sic)[2]
- Solaropsis undata F. Haas, 1966
- Solaropsis undata ([Lightfoot], 1786) - sinônimoː Solaropsis pellisserpentis (Gmelin, 1791) / Solaropsis undatus (sic)[2]
- Solaropsis venezuelensis Preston, 1909
- Solaropsis vipera (L. Pfeiffer, 1859) - Solaropsis viperus (sic)[2]

## Ameaça e conservação
Por enquanto, nenhuma espécie do gênero Solaropsis entrou em alguma lista de espécies ameaçadas, por dados incompletos; porém um vídeo divulgado pelo canal G1, em uma reportagem do ano de 2013, em Rondônia, mostra espécimes de Solaropsis sendo coletados, confundidos com a espécie invasora Lissachatina fulica. A alegação é de que estariam propagando doenças à população. Segundo Cuezzo et al., Solaropsis está claramente ameaçado devido à acelerada destruição da sua área de ocorrência. Por esse motivo, é necessário aumentar os estudos taxonômicos sobre este raro grupo de caracóis terrestres.